# Konstal Ldag05
Ldag-05 (Ldag-05M) – polska wąskotorowa akumulatorowa lokomotywa elektryczna przeznaczona dla górnictwa. Produkowana od lat 60. XX wieku w wersji podstawowej i zmodernizowanej (M).
Lokomotywa jest jednostanowiskowa, napędzana dwoma silnikami prądu stałego zasilanymi z kwasowej baterii akumulatorów umieszczonej w obudowie wzmocnionej. Jest to konstrukcja przeciwwybuchowa, umożliwiająca eksploatację w wyrobiskach zagrożonych wybuchem. 
Lokomotywa produkowana była przez Konstal w Chorzowie, od lat 60. do lat 90. XX wieku. Obecnie znajduje się w ofercie spółki jawnej Gebar w Siemianowicach Śląskich.